# Bahrain International Challenge 2021
Die Bahrain International Challenge 2021 als offene internationale Meisterschaft von Bahrain im Badminton wurde vom 23. bis zum 27. November 2021 in Manama ausgetragen. Es war die fünfte Auflage des Turniers.

## Sieger und Platzierte
| Disziplin    | Gold                               | Silber                                      | Bronze                                             |
| ------------ | ---------------------------------- | ------------------------------------------- | -------------------------------------------------- |
| Herreneinzel | Ikhsan Leonardo Imanuel Rumbay     | Jason Teh Jia Heng                          | Christian Adinata                                  |
| Herreneinzel | Ikhsan Leonardo Imanuel Rumbay     | Jason Teh Jia Heng                          | Chan Yin Chak                                      |
| Dameneinzel  | Lauren Lam                         | Asty Dwi Widyaningrum                       | Komang Ayu Cahya Dewi                              |
| Dameneinzel  | Lauren Lam                         | Asty Dwi Widyaningrum                       | Aakarshi Kashyap                                   |
| Herrendoppel | Raymond Indra Daniel Edgar Marvino | Amri Syahnawi Christopher David Wijaya      | Sanjai Srivatsa Dhanraj Siddarth Elango            |
| Herrendoppel | Raymond Indra Daniel Edgar Marvino | Amri Syahnawi Christopher David Wijaya      | Manjit Singh Khwairakpam Dingku Singh Konthoujam   |
| Damendoppel  | Yeung Nga Ting Yeung Pui Lam       | Ng Tsz Yau Tsang Hiu Yan                    | Ni Ketut Mahadewi Istarani Serena Kani             |
| Damendoppel  | Yeung Nga Ting Yeung Pui Lam       | Ng Tsz Yau Tsang Hiu Yan                    | Puspa Rosalia Damayanti Jessica Maya Rismawardani  |
| Mixed        | Law Cheuk Him Yeung Nga Ting       | Akbar Bintang Cahyono Winny Oktavina Kandow | Teges Satriaji Cahyo Hutomo Indah Cahya Sari Jamil |
| Mixed        | Law Cheuk Him Yeung Nga Ting       | Akbar Bintang Cahyono Winny Oktavina Kandow | Lee Chun Hei Ng Tsz Yau                            |